# فهرس المقالات المتعلقة بالكويت
تحتوي هذه الصفحة على قائمة بالموضوعات المتعلقة بالكويت.
مُرتبة بالأحرف اللاتينية:

## 0–9
- تفجيرات الكويت 1983
- تفجيرات الكويت 1983
- تفجيرات المقاهي الشعبية 1985
- حريق عرس الجهراء
- تفجير مسجد الإمام الصادق 2015
- حريق المنقف 2024

## A
- الأندلس
- ضاحية عبد الله السالم
- العديلية
- اقتصاد الكويت
- قاعدة أحمد الجابر الجوية
- محافظة الأحمدي
- محافظة الفروانية
- قاعدة علي السالم الجوية
- عيم
- الديوان الأميري الكويتي
- عمارة كويتية
- قائمة مناطق الكويت
- الأرمن في الكويت
- فن كويتي
- برج الحمراء

## B
- معركة قصر دسمان
- بوبيان
- بنك برقان
- بنيد القار
- بيان
- قصر بيان

## C
- مجلس الوزراء الكويتي
- محافظة العاصمة
- بنك الكويت المركزي
- المسيحية في الكويت
- سينما كويتية
- شعار الكويت
- نظام التعليم في الكويت
- البنك التجاري الكويتي
- دستور الكويت
- الجمعيات التعاونية في الكويت
- الفساد في الكويت
- جائحة فيروس كورونا في الكويت
- الجريمة في الكويت
- ثقافة الكويت

## D
- الدسمة
- سكان الكويت

## E
- اقتصاد الكويت
- انتخابات في الكويت
- الدوائر الانتخابية في الكويت
- شعار الكويت
- قائمة أمراء الكويت
- الطاقة في الكويت
- القضايا البيئية في الكويت
- المغتربون في الكويت

## F
- فيلكا
- هجوم جزيرة فيلكا
- الفروانية
- محافظة الفروانية
- حرائق الكويت
- علم الكويت
- كرة القدم في الكويت
- علاقات الكويت الخارجية
- حرية الأديان في الكويت

## G
- بوابة الكويت
- جغرافيا الكويت
- جيولوجيا الكويت
- نظام الحكم في الكويت
- قائمة محافظات الكويت
- المسجد الكبير
- غرناطة
- الجزيرة الخضراء
- بنك الخليج
- مجلس التعاون لدول الخليج العربية
- شارع الخليج العربي

## H
- محافظة حولي
- الصحة في الكويت
- الرعاية الصحية في الكويت
- متحف السيارات التاريخية والقديمة والتقليدية
- تاريخ الكويت
- يهود الكويت[الإنجليزية]
- حقوق الإنسان في الكويت

## I
- الغزو العراقي للكويت
- الإسلام في الكويت
- أيزو 3166-2:KW

## J
- محافظة الجهراء
- طيران الجزيرة
- جليب الشيوخ

## K
- خيطان
- الكويت
- القوة الجوية الكويتية
- الخطوط الجوية الكويتية
- القوة البرية الكويتية
- جون الكويت
- مدينة الكويت
- كريكيت الكويت
- كأس ولي العهد
- كأس الأمير
- شركة مطاحن الدقيق والمخابز الكويتية
- الاتحاد الكويتي لكرة القدم
- الصندوق الكويتي للتنمية الاقتصادية العربية
- مطار الكويت الدولي
- الهيئة العامة للاستثمار
- الحدود العراقية الكويتية
- وسام التحرير
- الحرس الوطني
- شركة البترول الوطنية الكويتية
- وكالة الأنباء الكويتية
- شركة نفط الكويت
- مؤسسة البترول الكويتية
- سوق الكويت للأوراق المالية
- المركز العلمي
- كويت تايمز
- برج التحرير
- تلفزيون الكويت
- أبراج الكويت
- أبراج المياه في الكويت
- جامعة الكويت
- كويتيون أمريكيون
- لهجة كويتية
- مطبخ كويتي
- دينار كويتي
- لهجة فارسية كويتية
- كبر

## L
- الكويت
- النظام القانوني في الكويت
- معاملة المثليين في الكويت
- الأدب في الكويت

## M
- الجيش الكويتي
- وزارة الأوقاف والشؤون الإسلامية
- وزارة التجارة والصناعة
- وزارة الدفاع
- وزارة الكهرباء والماء
- وزارة المالية
- وزارة الخارجية
- وزارة الصحة
- وزارة الإعلام (الاسم السابق)
- وزارة الإعلام والثقافة (الاسم الحالي)
- وزارة الداخلية
- وزارة العدل
- محافظة مبارك الكبير
- موسيقى كويتية

## N
- نشيد الكويت الوطني
- مجلس الأمة الكويتي
- بنك الكويت الوطني

## O
- الصناعة النفطية في الكويت
- احتياطات النفط في الكويت
- وسام الكويت
- قلادة مبارك الكبير

## P
- سياسة الكويت
- القضايا السياسية في الكويت
- تاريخ البريد في الكويت
- قائمة العطل الرسمية في الكويت
- الدعارة في الكويت

## Q
- مهرجان القرين الثقافي

## R
- الدين في الكويت
- الرقعي
- طرق في الكويت

## S
- إمارة الكويت
- سوق المناخ
- الرياضة في الكويت
- برج العاصمة
- مدينة صباح الأحمد البحرية
- السالمية
- الشويخ
- الصليبية

## T
- الاتصالات في الكويت
- أرقام الهاتف في الكويت
- التلفاز في الكويت
- الإرهاب في الكويت
- توقيت الكويت
- التسلسل الزمني لمدينة الكويت
- السياحة في الكويت
- النقل في الكويت

## U
- أم المرادم
- جزيرة أم النمل

## V
- لوحات تسجيل المركبات في الكويت
- سياسة التأشيرات في الكويت
- متطلبات الحصول على تأشيرة لمواطني الكويت

## W
- المرأة في الكويت
- حق التصويت للمرأة في الكويت

## Y
- اليرموك
- رابطة الشباب الكويتي

## Z
- مصفاة الزور

## القوائم
- قائمة شركات الطيران في الكويت
- قائمة مطارات الكويت
- قائمة البنوك في الكويت
- قائمة الشركات الكويتية
- قائمة ملاعب كرة القدم في الكويت
- قائمة مستشفيات الكويت
- جزر الكويت
- قائمة مساجد الكويت
- قائمة متاحف الكويت
- قائمة الصحف والمجلات في الكويت
- الأحزاب السياسية في الكويت
- قائمة رؤساء وزراء الكويت
- قائمة مدارس الكويت
- قائمة مراكز التسوق في الكويت
- قائمة رؤساء مجلس الأمة الكويتي
- قائمة أطول المباني في الكويت
- قائمة الجامعات في الكويت